# (6568) Serendip
(6568) Serendip es un asteroide perteneciente al cinturón de asteroides, región del sistema solar que se encuentra entre las órbitas de Marte y Júpiter, descubierto el 21 de febrero de 1993 por Seiji Ueda y el astrónomo Hiroshi Kaneda desde el Kushiro Marsh Observatory, Hokkaido, Japón.

## Designación y nombre
Designado provisionalmente como 1993 DT. Fue nombrado Serendip que es el antiguo nombre persa de la actual Sri Lanka, la isla del Océano Índico, rica en historia, cultura y belleza natural. El nombre se utilizó en el cuento de hadas Los tres príncipes de Serendip, cuyos héroes siempre estaban descubriendo cosas que no buscaban.

## Características orbitales
Serendip está situado a una distancia media del Sol de 2,544 ua, pudiendo alejarse hasta 2,973 ua y acercarse hasta 2,115 ua. Su excentricidad es 0,169 y la inclinación orbital 8,463 grados. Emplea 1481,88 días en completar una órbita alrededor del Sol.

## Características físicas
La magnitud absoluta de Serendip es 14,34. Tiene 9,850 km de diámetro y su albedo se estima en 0,046. 